# ザ・ダムネイション・ゲーム
『ザ・ダムネイション・ゲーム』（The Damnation Game）は、アメリカ合衆国のプログレッシブ・メタル・バンド、シンフォニー・エックスが1995年に発表したスタジオ・アルバム。

## 概要
シンフォニー・エックスの2作目のスタジオ・アルバム。1995年5月からTRAX-EASTスタジオで制作が開始されたが、その途中でロッド・タイラーが脱退。30人に及ぶボーカリストのオーディションが行われ、結局は旧知のラッセル・アレンが加入した。

## 収録曲
| 全作詞・作曲: Symphony X。 | |            |            |      |
| #                          | タイトル                                                                                               | 作詞       | 作曲・編曲 | 時間 |
| 1.                         | 「The Damnation Game」(ザ・ダムネイション・ゲーム)                                                     | Symphony X | Symphony X | 4:32 |
| 2.                         | 「Dressed to Kill」(ドレスド・トゥ・キル)                                                              | Symphony X | Symphony X | 4:44 |
| 3.                         | 「The Edge of Forever」(ジ・エッジ・オブ・フォーエヴァー)                                              | Symphony X | Symphony X | 8:58 |
| 4.                         | 「Savage Curtain」(サヴェージ・カーテン)                                                               | Symphony X | Symphony X | 3:30 |
| 5.                         | 「Whispers」(ウィスパーズ)                                                                             | Symphony X | Symphony X | 4:48 |
| 6.                         | 「The Haunting」(ザ・ホーンティング)                                                                   | Symphony X | Symphony X | 5:21 |
| 7.                         | 「Secrets」(シークレッツ)                                                                              | Symphony X | Symphony X | 5:42 |
| 8.                         | 「A Winter's Dream - Prelude (Part I)」(ア・ウィンターズ・ドリーム-プレリュード〈パート1〉)            | Symphony X | Symphony X | 3:03 |
| 9.                         | 「A Winter's Dream - The Ascension (Part II)」(ア・ウィンターズ・ドリーム-ジ・アセンション〈パート2〉) | Symphony X | Symphony X | 5:40 |
| 合計時間:                  | 合計時間:                                                                                              | 46:18      |            |      |

## 参加ミュージシャン
- ラッセル・アレン (ボーカル)
- マイケル・ロメオ (ギター)
- トーマス・ミラー (ベース)
- ジェイソン・ルロ (ドラムス)
- マイケル・ピネーラ (キーボード)